# Nino di Simonino
Nino di Simonino – sześciokrotny kapitan regent San Marino. Pełnił swój urząd od 1 kwietnia 1353 do 1 października 1353 (z Giovannim di Guiduccio), od 1 kwietnia 1360 do 1 października 1360 (z Ciapettem di Novello), od 1 kwietnia 1363 do 1 października 1363 (z Giovannim di Bianco), od 1 października 1366 do 1 kwietnia 1367 (z Bartolinem di Giovannim di Bianco) oraz od 1 kwietnia 1371 do 1 października 1371 (z Maxiem di Tonso Alberghettim).